# Anteros croesus
Anteros croesus är en fjärilsart som beskrevs av Fabricius 1781. Anteros croesus ingår i släktet Anteros och familjen Riodinidae. Inga underarter finns listade i Catalogue of Life.